# Dominikana na Letnich Igrzyskach Olimpijskich Młodzieży 2010
Dominikanę na Letnich Igrzyskach Olimpijskich Młodzieży w Singapurze w 2010 reprezentować będzie 7 sportowców w 4 dyscyplinach.

## Skład kadry

### Lekkoatletyka
- Fany Chalas
  - bieg na 100 m.  brązowy medal
- Maria Mancebo
- Luguelin Santos
  - bieg na 400 m.  złoty medal
  - z drużyną mieszaną  złoty medal

### Podnoszenie ciężarów
- Yineisi Reyes Marinez

### Zapasy
- Jeffry Serrata

### Żeglarstwo
- Eduardo Ariza
- Paloma Esteban